# クロージャー・イン・モスクワ
クロージャー・イン・モスクワ（Closure In Moscow）は、オーストラリア出身のオルタナティヴ・ロック・バンドである。
2006年結成。大手インディーズのイコール・ヴィジョン・レコードから、2009年にアルバム『ファースト・テンプル』でデビューを飾る。

## メンバー
- Christopher de Cinque - ボーカル (2006年-)
- Mansur Zennelli - ギター、ボーカル (2006年-)
- Michael Barrett - ギター (2006年-)
- Salvatore Aidone - ドラム (2010年-)
- Duncan Millar - ベース (2010年-)

### 旧メンバー
- Beau Mckee - ドラム (2006年–2010年)
- Brad Kimber - ベース (2006年–2010年)

## ディスコグラフィ

### スタジオ・アルバム
- 『ファースト・テンプル』 - First Temple (2009年、イコール・ヴィジョン・レコード)
- Pink Lemonade (2014年、Sabre Tusk)

### EP
- 『ザ・ペナンス・アンド・ザ・ペイシェンス』 - The Penance and the Patience (2008年、Taperjean Music)